# The Firm (série télévisée)
Pour les articles homonymes, voir The Firm.
La Firme (The Firm) est une série télévisée canadienne en 22 épisodes de 43 minutes créée par John Grisham et diffusée à partir du 8 janvier jusqu'au 30 juin 2012 au Canada sur le réseau Global et jusqu'au 14 juillet 2012 aux États-Unis sur le réseau NBC ainsi qu'internationalement sur AXN.
Au Québec, la série sera diffusée à partir du 10 janvier 2013 sur AddikTV, et en France depuis le 4 avril 2015 sur Action. Néanmoins, elle est inédite dans les autres pays francophones.

## Synopsis
La série est une suite du roman de John Grisham de 1991 du même nom et de son adaptation cinématographique de 1993, qui se déroule dix ans plus tard.

## Distribution

### Acteurs principaux
- Josh Lucas : Mitch McDeere
- Molly Parker : Abby McDeere
- Callum Keith Rennie : Ray McDeere
- Juliette Lewis : Tammy
- Natasha Calis : Claire McDeere

### Acteurs récurrents
- Tricia Helfer : Alex Clark (12 épisodes)
- Shaun Majumder : Andrew Palmer (12 épisodes)
- Paulino Nunes : U.S. Marshall Louis Coleman (12 épisodes)
- Martin Donovan : Kevin Stack (9 épisodes)
- Terry Czerlau : Crew Cut (9 épisodes)
- Gianpaolo Venuta (en) : Joey Morolto Jr. (9 épisodes)
- Alex Paxton-Beesley : Sarah Holt (9 épisodes)
- Markus Parilo : Bones (8 épisodes)
- Stuart Hughes (en) : Martin Moxon (8 épisodes)
- Rachael Crawford : Dianne Ruckeyser (7 épisodes)
- Cam Natalie : Sal (7 épisodes)
- Robert B. Kennedy : Special Agent Tarrance (5 épisodes)
- Jeff Kassel : Dimitry Portnoy (5 épisodes)
- Grant Nickalls : Detective Corbett (5 épisodes)
- Geoff Pierson : Judge Ken Walsh (4 épisodes)
- Tyler Hynes (en) : Patrick Walker (4 épisodes)
- Nick Mancuso : Peanut Eating Man (4 épisodes)

### Invités
- Allan Royal (en) : Judge Trott (épisodes 1, 10 et 22)
- David Richmond-Peck (en) : John Bolson (épisodes 1 et 5)
- Lamar Johnson (en) : Donnell Heywood (épisode 1)
- Benz Antoine (en) : Lamar Johnson (épisode 1)
- Conrad Pla (en) : Manny Reyes (épisode 1)
- Robert Clark (en) : Henry Clay (épisode 1)
- Brian Markinson : Calvin Parker (épisode 3)
- Noah Reid (en) : Brian Strickland (épisode 3)
- Ari Cohen (en) : Detective William Quinn (épisodes 4 et 9)
- Jean Yoon (en) : Dr Allison Schneider (épisodes 4 et 18)
- Simon Reynolds : Norman Kincaid (épisode 4)
- Christina Chang : Prosecutor Rebecca Crowell (épisode 4)
- Kristin Lehman : Dr Elle Larson (épisode 4)
- Shawn Roberts (épisode 5)
- Randal Edwards (arz) : Judd Grafton (épisode 5)
- Eugene Clark (en) : Judge Pruill (épisode 5)
- Amanda Brugel : DA Sonia Swain (épisodes 6, 17 et 19)
- Victor Garber : Judge Dominic (épisode 6)
- Alex Karzis (en) : Zoran Mirkos (épisode 6)
- Andrew Jenkins : Nate (épisode 7)
- Jonathan Potts : Ben Brucklier (épisode 7)
- Kate Vernon (épisode 8)
- Ben Carlson (en) : Richard Keller (épisode 8)
- Paul Miller (en) : Brad Blake (épisode 8)
- Roger Cross : Sergeant Leonard Debbs (épisode 9)
- Shakura S'Aida (en) : Researcher (épisode 9)
- Barry Flatman (de) : Judge Braun (épisode 9)
- Raoul Trujillo (épisode 10)
- Ruth Marshall : Beverly (épisode 10)
- Gage Munroe (en) : Kyle Hannon (épisode 10)
- Chris Violette : Dominic (épisode 10)
- Alexandra Castillo (en) : USADA Mary Connor (épisode 10)
- Kevin Hanchard (en) : Greg Hathaway (épisode 10)
- Edward Glen (en) : Duty Captain (épisode 11)
- Tracey Hoyt (en) : Susan Thorne (épisode 11)
- John Pyper-Ferguson : Jim Thorne (épisode 11)
- Kristen Thomson (en) : Eileen Bower (épisode 11)
- Sally Cahill (zh) : Laura Kim (épisode 11)
- Edward Glen (en) : Duty Captain (épisode 11)
- Julie Khaner (en) : Judge J. Kerzan (épisodes 12, 15 et 16)
- Aaron Douglas : Gerald Sykes (épisode 12)
- Cory Doran (en) : Prison Guard #2 (épisode 12)
- Rachel Wilson : Anna (épisode 12)
- George Buza (en) : Randy Mack (épisode 12)
- Theresa Joy : Agent Kozinski (épisode 12)
- Al Sapienza : J.D. Silver (épisodes 14 et 16)
- Michael Boisvert (en) : D.C Jail Guard (épisode 14)
- Ola Sturik (en) : Reporter (épisodes 15, 20 et 22)
- Ron Sparks (en) : Bailiff (épisode 15)
- David McIlwraith (en) : Harold Sutherland (épisodes 17 à 19)
- Peter MacNeill (épisode 17)
- Jason Blicker (en) : Russell Savoca (épisode 17)
- Jordan Hayes : Jenny LaFleur (épisode 17)
- Bruce Gray (épisode 17)
- David Conrad : Ben Wilson (épisodes 18 et 19)
- Eric Lange : Henry Kettle (épisode 18)
- Daniel Kash (en) : Gordon Miller (épisode 18)
- Paul Sun-Hyung Lee : Heywood Lewis (épisode 18)
- Paul McGuire (en) : Reporter (épisode 18)
- Athena Karkanis (épisode 20)
- Jason Ruta (en) : Reporter (épisode 20)
- Mayko Nguyen : Olivia Danville (épisodes 21 et 22)
- Matt Murray (en) : Ryan (épisode 21)
- Eugene Lipinski : Luka Karpov (épisode 22)

## Production
Le projet de série produit par Entertainment One et scénarisé par Lukas Reiter, a été présenté au réseau CBS avant 2010 mais n'a pas été retenu. En avril 2011, E1 s'est engagé pour produire la série de 22 épisodes qui sera diffusée dans 125 pays via AXN de Sony et entre en négociations avec le réseau NBC pour sa diffusion aux États-Unis. Lors des Upfronts à la mi-mai, NBC annonce la série pour la mi-saison.
Le casting débute dès le mois suivant, dans cet ordre : Josh Lucas, Juliette Lewis et Callum Keith Rennie, et Molly Parker. La production débute le 18 août 2011 à Toronto, ajoutant Tricia Helfer et Shaun Majumder à la distribution récurrente.
Les deux premiers épisodes ont été diffusés exceptionnellement le dimanche 8 janvier 2012 sur NBC, et a pris la case horaire du jeudi dès le 12 janvier.
Le 3 février, à la suite d'audiences trop basses, NBC déplace la série le samedi soir à partir du 11 février 2012 puisque la chaîne s'est engagée à diffuser 22 épisodes. Des rediffusions de la série Grimm sont présentés jusqu'à la première de la série Awake, nouveauté de la mi-saison dès le 1er mars 2012. Au Canada, Global a continué de diffuser les épisodes dans sa case horaire du jeudi soir durant les trois semaines suivantes avant de déplacer la série le samedi en simultané avec NBC afin de diffuser la série Awake.
À partir de l'épisode 16 diffusé au mois de mai, NBC a remplacé la série à de nombreuses reprises, alors que Global a continué à diffuser les épisodes sans attente.

## Épisodes
| №  | Titre              | Réalisation            | Scénario                                          | Diffusion Global | Diffusion NBC   | Audience américaine |
| -- | ------------------ | ---------------------- | ------------------------------------------------- | ---------------- | --------------- | ------------------- |
| 1  | Pilot              | David Straiton (en)    | Lukas Reiter (en)                                 | 8 janvier 2012   | 8 janvier 2012  | 6,32                |
| 2  | Chapter Two        | David Straiton         | Lukas Reiter                                      | 8 janvier 2012   | 8 janvier 2012  | 6,32                |
| 3  | Chapter Three      | Helen Shaver           | Lukas Reiter                                      | 12 janvier 2012  | 12 janvier 2012 | 4,23                |
| 4  | Chapter Four       | Fred Gerber (en)       | Lukas Reiter et Peter Noah (en)                   | 19 janvier 2012  | 19 janvier 2012 | 3,42                |
| 5  | Chapter Five       | Sturla Gunnarsson (en) | Lukas Reiter et Jonathan Shapiro (en)             | 26 janvier 2012  | 26 janvier 2012 | 3,8                 |
| 6  | Chapter Six        | Helen Shaver           | David Feige (en) et Alyson Feltes                 | 2 février 2012   | 2 février 2012  | 2,97                |
| 7  | Chapter Seven      | Holly Dale             | Lukas Reiter et Jamie Gorenberg (en)              | 9 février 2012   | 18 février 2012 | 2,728               |
| 8  | Chapter Eight      | George Mihalka         | Vincent Angell et William Rotko et Lukas Reiter   | 16 février 2012  | 25 février 2012 | 2,374               |
| 9  | Chapter Nine       | Holly Dale             | Lukas Reiter et Jonathan Shapiro                  | 23 février 2012  | 3 mars 2012     | 2,21                |
| 10 | Chapter Ten        | David Frazee (en)      | Ben Lee et Alyson Feltes                          | 10 mars 2012     | 10 mars 2012    | 3,46                |
| 11 | Chapter Eleven     | Helen Shaver           | David Feige                                       | 24 mars 2012     | 24 mars 2012    | 2,83                |
| 12 | Chapter Twelve     | Kelly Makin            | Lukas Reiter et Jamie Gorenberg                   | 31 mars 2012     | 31 mars 2012    | 2,234               |
| 13 | Chapter Thirteen   | Helen Shaver           | Peter Noah                                        | 14 avril 2012    | 14 avril 2012   | 1,99                |
| 14 | Chapter Fourteen   | Lynne Stopkewich       | Lukas Reiter et Jonathan Shapiro                  | 21 avril 2012    | 21 avril 2012   | 1,746               |
| 15 | Chapter Fifteen    | Peter Wellington (en)  | Lukas Reiter                                      | 28 avril 2012    | 28 avril 2012   | 2,015               |
| 16 | Chapter Sixteen    | Lee Rose               | Lukas Reiter                                      | 5 mai 2012       | 12 mai 2012     | 2,188               |
| 17 | Chapter Seventeen  | David Straiton         | Alyson Feltes et Ben Lee                          | 12 mai 2012      | 26 mai 2012     | 2,43                |
| 18 | Chapter Eighteen   | Holly Dale             | Lukas Reiter et Jamie Gorenberg                   | 19 mai 2012      | 26 mai 2012     | 2,345               |
| 19 | Chapter Nineteen   | David Straiton         | Lukas Reiter et Peter Noah et Jonathan Shapiro    | 26 mai 2012      | 23 juin 2012    | 2,14                |
| 20 | Chapter Twenty     | Lynne Stopkewich       | Lukas Reiter et Jamie Gorenberg et Vincent Angell | 9 juin 2012      | 30 juin 2012    | 2,56                |
| 21 | Chapter Twenty-One | Holly Dale             | Peter Noah et Andrew Matisziw et Katie Swain      | 16 juin 2012     | 7 juillet 2012  | 2,265               |
| 22 | Chapter Twenty-Two | Helen Shaver           | Lukas Reiter                                      | 30 juin 2012     | 14 juillet 2012 | 1,72                |

## Accueil
Les deux premiers épisodes ont attiré 1,089 millions de téléspectateurs au Canada ainsi que 6,32 millions aux États-Unis.
Les épisodes suivants diffusés le jeudi ont chuté sous la barre du 3 millions aux États-Unis alors que les épisodes suivants du samedi se sont tenus à 2 millions en moyenne. Les audiences canadiennes des vingt épisodes suivants ont glissé sous le palmares Top 30 fournis publiquement par la firme BBM.